# Communauté de communes Pierre - Sud - Oise
La communauté de communes Pierre - Sud - Oise est une ancienne communauté de communes française, située dans le département de l'Oise.

## Historique
La communauté de communes a été créée par un arrêté préfectoral du 17 octobre 2003 qui a pris effet le 1er janvier 2004.
Dans le cadre de la rationalisation de l'intercommunalité prévue par la réforme des collectivités territoriales françaises, la loi de réforme des collectivités territoriales du 16 décembre 2010, le préfet de l'Oise a proposé en 2011 l'éclatement de Pierre - Sud - Oise, Saint-Maximin, Thiverny et Saint-Vaast-lès-Mello intégrant la communauté de l'agglomération creilloise (CAC), Saint-Leu-d'Esserent, Cramoisy et Maysel adhérant à la Ruraloise et Rousseloy rejoignant le Pays de Thelle. Ce projet n'a pas été mis en œuvre.
La loi portant nouvelle organisation territoriale de la République (Loi NOTRe) du 7 août 2015, prévoyant que les établissements publics de coopération intercommunale (EPCI) à fiscalité propre doivent avoir un minimum de 15 000 habitants, le préfet de l'Oise a publié en octobre 2015 un projet de nouveau schéma départemental de coopération intercommunale, qui prévoit la fusion de plusieurs intercommunalités, et en particulier de la communauté de l'agglomération creilloise et de la communauté de communes Pierre - Sud - Oise, de manière à créer un nouvel EPCI rassemblant 11 communes pour 82 600 habitants,. À cette occasion, Saint-Leu-d'Esserent a fait part, sans succès, de son souhait de rejoindre l'aire cantilienne, afin de constituer « une grande intercommunalité du sud de l'Oise en s'associant avec les territoires de Chantilly et Senlis » et en excluant le Creillois, qui ne correspondrait pas à la dominante résidentielle et rurale qu'aurait Pierre - Sud - Oise.
Cette fusion prend effet le 1er janvier 2017 et permet la création d'une nouvelle structure, dénommée agglomération Creil Sud Oise (ACSO).

## Territoire communautaire

### Composition
La communauté de communes était composée des 7 communes suivantes :
| Nom                          | Code Insee | Gentilé          | Superficie (km2) | Population (dernière pop. légale) | Densité (hab./km2) |
| ---------------------------- | ---------- | ---------------- | ---------------- | --------------------------------- | ------------------ |
| Saint-Leu-d'Esserent (siège) | 60584      | Lupoviciens      | 13,08            | 4 643 (2014)                      | 355                |
| Cramoisy                     | 60173      | Cramoisiens      | 6,30             | 743 (2014)                        | 118                |
| Maysel                       | 60391      | Maysellois       | 3,71             | 245 (2014)                        | 66                 |
| Rousseloy                    | 60551      | Ruisseliens      | 3,90             | 310 (2014)                        | 79                 |
| Saint-Maximin                | 60589      | Saint-Maximinois | 12,33            | 3 112 (2014)                      | 252                |
| Saint-Vaast-lès-Mello        | 60601      | Saint-Vaastiens  | 7,97             | 1 117 (2014)                      | 140                |
| Thiverny                     | 60635      | Thiverniens      | 2,06             | 1 062 (2014)                      | 516                |

## Démographie
| 2007   | 2014   |
| ------ | ------ |
| 11 172 | 11 232 |

## Organisation

### Siège
Le siège de la communauté de communes était Saint-Leu-d'Esserent, 7 avenue de la Gare.

### Élus
La Communauté de communes était administrée par son conseil communautaire, composé, pour le mandat 2014-2020, de 30 conseillers municipaux  représentant chaque commune membre sensiblement en fonction de leur population.

### Liste des présidents
| Période | Période | Identité          | Étiquette | Qualité                              |
| ------- | ------- | ----------------- | --------- | ------------------------------------ |
| 2004    | 2014    | Serge Macudzinski | PCF       | Maire de Saint-Maximin (1979 → 2024) |
| 2014    | 2016    | Didier Rosier     | DVD       | Maire de Rousseloy (2001 → )         |

### Compétences
L'intercommunalité exerçait les compétences qui lui étaient transférées dans le cadre des dispositions du code général des collectivités territoriales. Il s'agissait notamment de :
- L’aménagement du territoire ;
- Protection et mise en valeur de l’environnement ;
- Développement économique ;
- Culture ;
- Tourisme ;
- Transports[11].

### Fiscalité et budget
La Communauté de communes était un établissement public de coopération intercommunale à fiscalité propre.
Afin de financer l'exercice de ses compétences, la communauté de communes percevaitune fiscalité additionnelle aux impôts locaux des communes, avec fiscalité professionnelle de zone (FPZ) et sans fiscalité professionnelle sur les éoliennes (FPE).